# Allobates sumtuosus
Allobates sumtuosus е вид земноводно от семейство Aromobatidae.

## Разпространение
Видът е разпространен в Бразилия и Перу.